# Гора (Дмитровский городской округ)
Гора — деревня в Дмитровском районе Московской области, в составе сельского поселения Якотское. До 2006 года Гора входила в состав Слободищевского сельского округа.

## Расположение
Деревня расположена в северо-восточной части района, у границы с Сергиево-Посадским, примерно в 20 км к северо-востоку от Дмитрова, на суходоле, высота центра над уровнем моря 164 м. Ближайшие населённые пункты — Карцево на севере, Колотилово на северо-востоке, Ольявидово на юге и Акулово на западе.

## Население
| 2002 | 2006 | 2010 |
| ---- | ---- | ---- |
| 8    | ↗10  | ↘2   |